# ألان شيرمان (عالم حاسوب)
ألان شيرمان (بالإنجليزية: Alan Sherman) هو عالم حاسوب أمريكي، ولد في 26 فبراير 1957.